# Rolando Mandragora
Rolando Mandragora (ur. 29 czerwca 1997 w Neapolu) – włoski piłkarz, występujący na pozycji pomocnika we włoskim klubie ACF Fiorentina. Młodzieżowy reprezentant Włoch. 

## Życiorys

### Kariera klubowa
Wychowanek A.S.D. Mariano Keller i Genoa CFC. W 2014 został przesunięty do seniorskiej drużyny Genoa CFC. 29 października 2014 na stadionie Stadio Luigi Ferraris (Genua) w wieku zaledwie 17 lat zadebiutował w wygranym 1:0 meczu Serie A przeciwko Juventusowi. W latach 2015–2016 wypożyczony był do Delfino Pescara 1936 z Serie B, opłata za wypożyczenie 100 tys. euro. 19 stycznia 2016 podpisał kontrakt z Juventusem, kwota odstępnego 6 mln euro. W 2016 został wypożyczony do Delfino Pescara 1936, a w latach 2017–2018 do FC Crotone. 26 lipca 2018 został sprzedany do Udinese Calcio za kwotę odstępnego 20 mln euro, ale Juventus zachował opcję odkupu za 24 milionów euro. W sierpniu 2018 Mandragora został zawieszony na jeden mecz Serie A za bluźnierstwo (wykrzykiwał obelgi wobec Maryi Panny i Boga) po obronie strzału przez Sampdorię.
3 października 2020 Juventus Football Club S.p.A. ogłasza, że osiągnął porozumienie z Udinese Calcio S.p.a. w sprawie ostatecznego nabycia Rolando Mandragory za kwotę 10,7 mln euro, płatne w sezonach sportowych 2020/2021 i 2021/2022. Juventus podpisał kontrakt z tym samym zawodnikiem do 30 czerwca 2025. Jednocześnie Juventus podpisał umowę z Udinese Calcio na nieodpłatne wypożyczenie zawodnika na sezon 2020/2021, mającym również prawo do przedłużenia na sezon 2021/2022. Ponadto w okresie obowiązywania wypożyczenia Udinese Calcio może otrzymać kwotę nieprzekraczającą 6 milionów euro po osiągnięciu określonych celów sportowych.
1 lutego 2021 roku został wypożyczony do Torino do czerwca 2022 roku z możliwością wykupu. 

### Kariera reprezentacyjna
Reprezentant Włoch w kategoriach U-17, U-18, U-19, U-20 i U-21.
W seniorskiej reprezentacji Włoch zadebiutował 1 czerwca 2018 na stadionie Allianz Riviera (Nicea, Francja) w przegranym 1:3 meczu towarzyskim przeciwko Francji, zagrał całe spotkanie.